# 台南大路
台南大路（：／ Daenam daero */?），是韓國光州廣域市的一條大道，街名取自中華民國台南市，總長4.916公里，共8條車道，橫跨市內的東區、南區、西區。本路於1968年定名、2009年改為現名，與竹峰大路、畢門大路和瑞庵大路共同組成光州環城幹道「第一循環路」:p133。

## 沿革
台南大路原稱台南路（대남로），為紀念1968年光州、台南締結為姐妹市而取:p133，當時兩城以彼此的市名來各自命名街道，與光州的台南路對應，台灣方面也在台南市安平工業區東側設置了光州路[註1]。1992年3月26日，光州市台南路社區公園內的路碑落成，紀念姐妹市締結將滿23週年，由光州副市長安周燮（안주섭）及台南市議員蔡森南替該碑揭幕。
1994年5月起，台南路等7條道路經光州廣域市指定為巴士專用道，行經該路的巴士車道則鋪設在路兩側，連接路東端的地鐵南光州站路口至西端的農城廣場（농성광장）。2009年7月27日，光州廣域市依據「道路名地址法施行令」（도로명주소법 시행령）第21條第1項規定，針對台南路等橫跨2個以上自治區的道路路名發表第2009-159號告示，自同日起正式將該路改稱台南大路。

## 路線

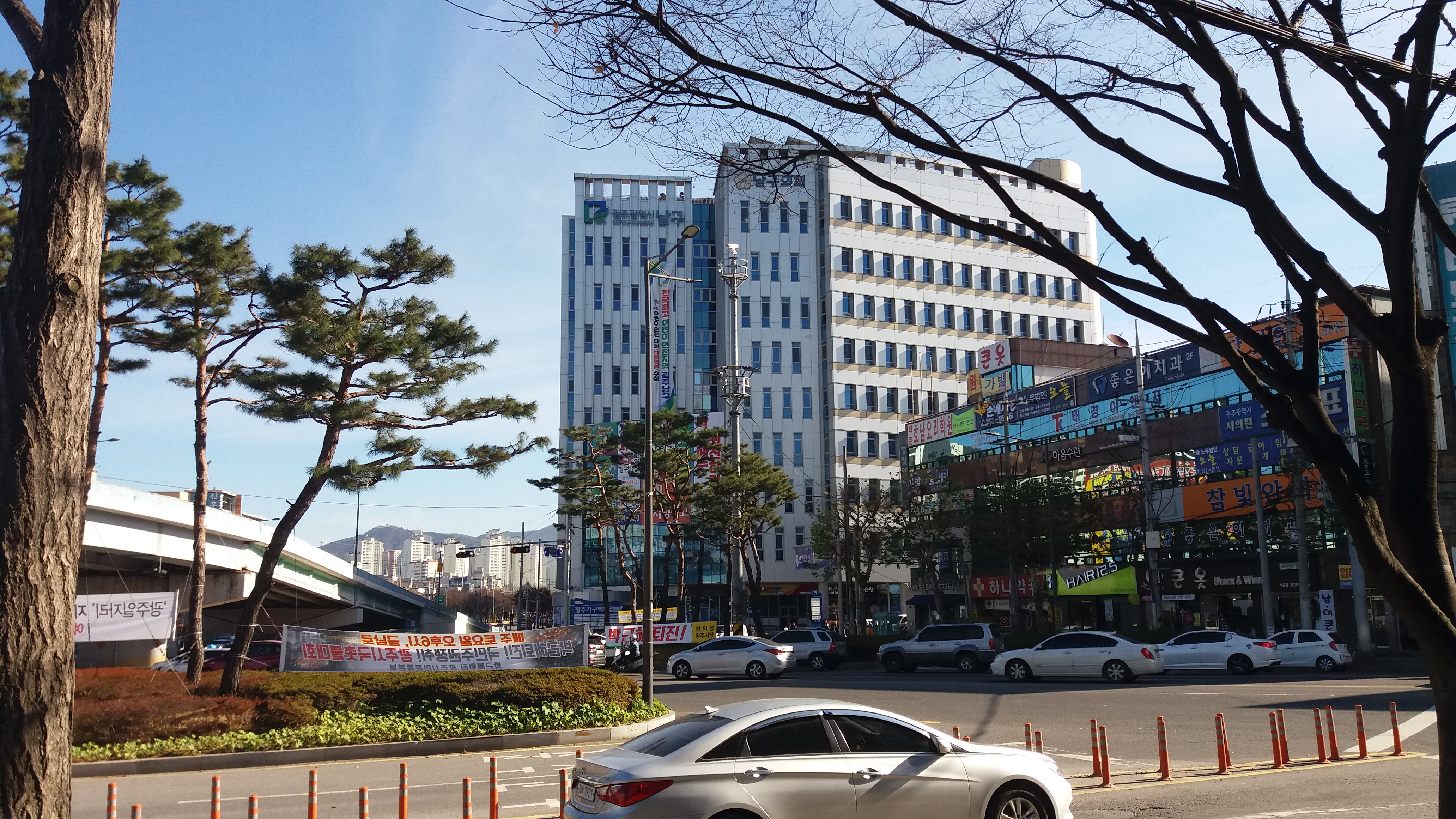
台南大路（左側高架道路）跨越的白雲廣場（백운광장）及右側的南區區廳。

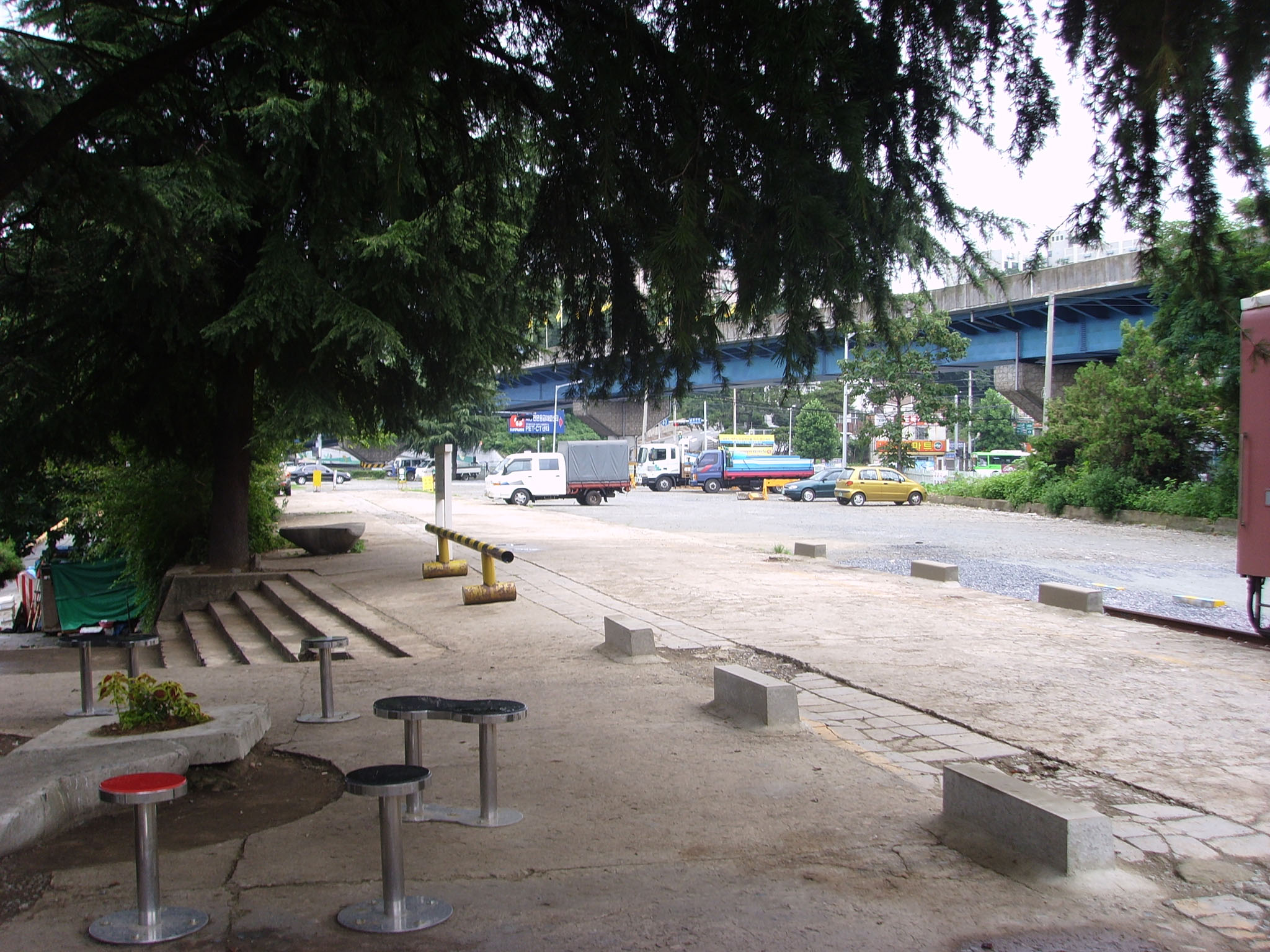
台南大路（圖中高架道路處）東端起點旁邊的鐵路南光州站舊址

台南大路東端透過南光州站附近的南光橋（남광교）連接畢門大路，南段則以高架道路的形式跨越白雲廣場，最後西抵農城廣場及地鐵農城站，與竹峰大路相連，全程雙向共有8線道。台南大路東端起點旁為韓國鐵道公社慶全線的南光州站舊址，往西則會途經大型住宅區——韓國土地住宅公社旗下的「楊林休曼詩亞公寓」及白雲廣場旁的南區區廳[註2]。
從白雲廣場至農城廣場之間的台南大路，從東西向轉為東南－西北向，路段上有1970年代光州公寓建設的象徵——「信宇公寓」（신우아파트；台南大路第294街7號），其他機構則包括全市第一座外國使領館—— 中華人民共和國駐光州總領事館（台南大路413號），以及光州健康管理協會（광주건강관리협회；台南大路432號）、光州商會（광주상공회의소；台南大路465號）等。